# ゼットン
ゼットンは、特撮テレビドラマ『ウルトラマン』をはじめとするウルトラシリーズに登場する架空の怪獣。別名は宇宙恐竜。
ウルトラシリーズ初の兵器としての怪獣でもある。

## 概要
地球侵略を企むゼットン星人の操る怪獣として、『ウルトラマン』の最終回（第39話）に初登場。ウルトラマンを完全に倒した初の怪獣であり、後年の作品への登場時にもこのことが語られている。一般的にも最強の怪獣として認識されている。
真っ黒な甲冑のような身体と雄牛のような2本の角が特徴で、背中にはゴマダラカミキリをモチーフにした甲羅を持つ。凹凸状の顔には点滅する発光体があるだけで目や鼻と明確にうかがえる意匠はなく、頭頂に生えている折れ曲がった2本の角が目や鼻の代わりとうかがえるが、そもそも視覚や嗅覚についての描写がないために詳細は不明である。当初、この角は回転する予定だったが、完成作品では固定された。この構想は、『ウルトラセブン』に登場するエレキングへ受け継がれている。
「ピポポポポポポ」という低音から高音への上り調子の電子音や「ゼットン」と聞こえる不気味な声を発するが、これは浦野光がしゃべった声を逆回転したものである。後年の作品では「ゼットーン」という声も発することが多いが、これは本来はゼットン星人のセリフである。
「ゼットン」という名は、ラテン文字の最後の文字「Z（ゼット）」と50音順表記で最後に記載されるカナ「ン」を組み合わせたもので、「最後の怪獣」という意味。

## 『ウルトラマン』に登場するゼットン
『ウルトラマン』第39話「さらばウルトラマン」に登場。
ゼットン星人の切り札ともいうべき地球侵略のための生体兵器。ゼットン星人が銃撃され、「ゼットーン」と断末魔の声を上げながら消滅すると、それに応えるように大型円盤の中央からふくらんだ風船状の青い球体が爆発した中から姿を現し、科学特捜隊基地の襲撃に取りかかる。
武器は顔の発光器官から放つ赤色の1兆度の超高熱を帯びた火球で、頭部左右の突起から出た赤色の光が顔の前で収束した赤色の火球が放たれている。このほか、本編では2種類の光弾が放たれている。人間の顔に見立てると目に当たる頭部中央の光る部分から放たれる白色の光弾は貫通力に優れているようで、あらゆる熱線や光線に耐えうるという特殊合金が含まれる科特隊本部の外壁に大穴を空けている。発光器官から放たれる複数の白色の小光弾から成る塊状の光弾は科特隊本部の内部を破壊し、火災を発生させている。瞬間移動で相手の後ろを取ったり、体の前面に張ったバリアーで相手の攻撃から身を守れるほか、相手の光線技を胸と合わせた両手で吸収してエネルギーとして利用し、両手から波状光線として撃ち返す能力も持つとされる。
科特隊本部に迫ったところでウルトラマンにキャッチ・リングで拘束されるが、回転を続けるウルトラマンの足元に赤色火球を数回命中させ、そこから吹き上がる赤い煙状のものがウルトラマンを包むと、効力の弱まったキャッチ・リングは分散され、ウルトラマンは回転が停止して転倒する。立ち上がったウルトラマンの背後を瞬間移動で取って左右の突起から白い光弾を発射し、それを回避したウルトラマンが放つ八つ裂き光輪もバリアーで防いで粉砕する。飛びかかってきたウルトラマンを弾き返したうえで押し倒し、格闘戦でも優位に立つ。さらにはスペシウム光線も平然と受け止め、波状光線を撃ち返してカラータイマーに直撃させたうえで波状光線をもう1発撃ち、ついにウルトラマンを完全に倒す。その後、塊状光弾で科特隊本部への攻撃を開始するが、岩本博士が個人的に開発研究していたペンシルロケット型の試作弾「無重力弾」をアラシによって撃ち込まれ、上空に浮き上がって爆死する。ゼットンの赤い断面の肉片はアラシたちのもとにも降り注ぎ、彼らに勝利を確信させた。
- スーツアクター：荒垣輝雄[出典 4]
- デザインは成田亨、造形は高山良策による[3]。成田は、黒とシルバーを用いることで宇宙感を強く出すことを意図している[24]。機電の倉方茂雄は、顔の電飾はメフィラス星人のものを流用したと推測している[22]。角はラテックス成形、発光部はアクリルのヒートプレスによるもの[25]。
- 波状光線は『ウルトラマン Fighting Evolution 3』や『大怪獣バトル』では「ゼットンファイナルビーム」、『ウルトラキッズDVD』などの編集作品などでは「ゼットンブレイカー」と、目からの光弾は『大怪獣バトル ULTRA MONSTERS』では「ゼットン光弾」と表記されている。また、1兆度の火球は、書籍『ウルトラ怪獣大全集』では「ゼットン火球」[13]、ミニ番組『ウルトラマンM730 ウルトラ怪獣攻げき技大図鑑』ならびに書籍『ウルトラマン 超ひみつ100』（小学館 コロタン文庫・p103）では「メテオ火球」と名付けられている。
- 金城哲夫によるノベライズ『怪獣絵物語ウルトラマン』では、正体不明の宇宙人がメフィラス星人の招集した宇宙人たちの中でひっそりと「ゼットンよ早く育て……」と呟く。また、ウルトラマンに勝てた理由はゼットン星人によってウルトラマンへの対策を施されていたことが明かされている。
- 1兆度の火球とは、当時の大伴昌司による雑誌記事に由来する。後に『大怪獣バトル』や漫画作品で明言されたほか、100兆度の火球「トリリオンメテオ」を放つEXゼットンが登場する（後述）。
- 金城哲夫の「さらばウルトラマン 準備稿シナリオ」や、それをもとに児童書で執筆された『小説 ウルトラマン』ではゼットンにカラータイマーを破壊される描写があるが、本編映像ではウルトラマンが倒れた後もカラータイマーの点滅は続いており、破壊されたという明確な描写は無い。
- シナリオ決定稿には「ペンシル状の弾丸（を出す）」「無重力弾（が発射される）」と2つの記載があるため、書籍によっては「ペンシル爆弾」の名称が使われることも多い。準備稿ではバリアーが張れない上空からゾフィー（ウルトラマンの仲間[26]）のスペシウム光線で倒されるという展開であった[出典 5]。
- 『ウルトラ怪獣大百科』では、火の玉を作って放つ様子は半透明の胸から分かるとナレーションされた。

### 裏話
第39話は、完成品と準備稿で描写の違いが複数存在する。
また、当初はウルトラマンとの空中戦を予定していたが、メフィラス星人と被る部分が多く、尺的（分数）からも飛行能力は持たない怪獣とし、空中戦はゼットン星人対科特隊の特撮に変更された。
ゼットンがウルトラマンを倒すシーンも、準備稿では投げ飛ばされたウルトラマンが起き上がろうとしたところを、ゼットンがカラータイマーを潰し割るという展開だった。しかし、監督の円谷一が子供たちのヒーローたるウルトラマンを惨殺することに強く反対したため、現在の形に修正されたという。このシーンは、『別冊映画秘宝ウルトラマン研究読本』（洋泉社MOOK 別冊映画秘宝）では脚本にあるだけで撮影はされていないとされている。『小説 ウルトラマン』では、この準備稿に沿った展開になっている。

### 合成怪獣説
関連書籍では、過去の怪獣を組み合わせたものではないかとする説が存在している。
書籍『ウルトラマンベストブック』（竹書房、1993年）では、岩本博士の言葉として「これ以前に劇中に登場した怪獣の体の部分、能力を移植したサイボーグ怪獣ではないか」という説（角はアントラー、顔はサイゴ、腹の黄色い発光体はキーラ、手足の筋肉はレッドキング、背中の甲羅はケムラー、黒い体型はメフィラス星人、バリアー能力はバルタン星人〈二代目〉）が紹介されている。
上記の説については幻冬舎の書籍『21世紀ウルトラマン宣言』に、ゼットンの誕生に迫る記述がある。それは宇宙のさまざまな場所から集められた生物を戦わせ、生き延びた者同士を交配させる。以上の行為を気が遠くなるほど繰り返すことによって、感情を持たない戦うためだけの存在として生み出されたというその姿は、エレキング種のレーダーの役割を果たす角にレッドキング種の蛇腹皮膚と筋力を持ち、外皮色はメフィラス星人から受け継がれたとされる。
映画監督の河崎実は自著『ウルトラ THE BACK』の中で、「バルタン星人のVのイメージ」「レッドキングの体表」「メフィラス星人の発光部分」などの意匠を挙げ、ジャンボキングなどの合体怪獣の元祖かもしれないと考察している。怪獣造型に精通する歯科医師の小林晋一郎も、『ウルトラマン研究読本』で合成怪獣である可能性について言及している。

## 『帰ってきたウルトラマン』に登場するゼットン
『帰ってきたウルトラマン』（以下、帰マン）第51話「ウルトラ5つの誓い」に登場。資料ではゼットン二代目と表記している。
初代ウルトラマンを倒した初代ゼットンの同族が、バット星人によってウルトラマンジャックを倒すための特訓を受けて育てられた。力は初代よりも上であるが、初代のようなバリヤー能力やテレポート能力は見せない。また、初代と同じ電子音以外にも、ウシに近い鳴き声を上げる。初代と同様に口からは火球を放つが、ジャックにはウルトラVバリヤーで防御される。2代目独自の能力として、右手先から発するゼットンナパームとバリヤー状の光波を全身から放ってショック光波を敵に浴びせる。
出撃したマットアロー1号とマットジャイロを撃墜してMATの主戦力を全滅させ、バット星人と共に2対1の有利な状況でジャックと戦うが、最後はバット星人をジャックのウルトラクロスで失い、自身はウルトラハリケーンで空中へ投げ飛ばされた後、スペシウム光線で爆破される。
- スーツアクター：遠矢孝信[39][35]
- 1985年にバンダイから発売された初代ゼットンの1/350スケールのプラモデルの解説書を担当した金田益実によると、2代目ゼットンのスーツはアトラクション用ではなく新造であるという[40]。なお、容姿や劇中での描写については、解説書内にて初代への熱意を込めた解説文と違って冷めたそれに「皆さんも良く知るとおり………」と添付した2代目のカラー写真を参照させているうえ、解説文の最後は「やっぱり、ゼットンも『初代』に限るのだ!!」との酷評で括られている[40]。一方、造形を担当した開米栄三が書籍『語れ! ウルトラ怪獣』（2014年、ベストセラーズ、ISBN 978-4-584-20544-0）にて明かしたところによれば、容姿はスーツアクターにアクションを演じさせやすいよう素材を見直して軽量化した結果であり、スーツアクター（遠矢）からは好評だったという[41]。
- 旧作の人気怪獣を再登場させる『帰マン』の「延長にあたっての強化案」の一環として登場した[42]。「番組延長に関するメモ」によると、初代ウルトラマンがゼットンに雪辱戦を行うという構想があった[43]。
- 郷秀樹の夢で描かれる回想シーンには、初代ゼットンも登場する（映像は『ウルトラマン』の流用）。初代ウルトラマンは変身しようとする郷に忠告する。郷は初代ウルトラマンがゼットンに敗れたことを知っており、2代目ゼットンを初見で「ゼットン」と認めているほか、MATの伊吹隊長も初代ウルトラマンと初代ゼットンの戦いについて語るなど、作中世界ではゼットンの存在が認知されて久しいことが描かれている。
- 『ウルトラマンA』第10話では、TACの美川隊員が本話に登場したゼットンの存在を語っている。
- 『ウルトラ怪獣大百科』では、初代と同様にバリアー能力を持っており、ジャックはそれを使う隙を与えず倒したと解説された。
- 『ウルトラマン列伝』第39話では、2代目のことを「バット星人により強化された」とゾフィーがウルトラマンゼロに説明する。

## 『ウルトラマンパワード』に登場するゼットン
特撮ビデオ作品『ウルトラマンパワード』最終回「さらばウルトラマン」（米国版サブタイトル：THE FINAL SHOWDOWN?）に登場。玩具などではパワードゼットンと称される。
サイコバルタン星人によって製造・調整された、最強の怪獣。宇宙からW.I.N.R.アメリカ支部に直接落下してその機能をすべて破壊すると、戦車隊の包囲を不動で迎撃し、そのままパワードも迎撃する。強力なバリヤーを張ること、パワードの光線のエネルギーを胸の吸収板で取り入れた後、強化・増幅して射ち返すこと、1兆度の高熱火球を顔面から放つこと（対パワード戦には未使用）は初代を踏襲している。ただし、身長や体重は大きく上回り、腕や脚は黒一色で、その動作を含めてより無機質な感じになっている。両腕からは破壊光線を発射する。また、背中に翼が生えていて飛行できるという設定であるが、劇中で飛行する姿は描かれていない。
パワードとパワードドラコの戦いを経て送信された戦闘データに基づいて戦闘力や身体能力を強化調整されており、パワードの行動パターンや攻撃を完全に解析して先手を打つ。最後はW.I.N.R.アメリカ支部の壁に反射させたメガ・スペシウム光線を振り向いて吸収したために背後をさらし、吸収板が装着されていない背中にメガ・スペシウム光線を受けて爆死して消滅する。しかし、ゼットンの消滅と同時にパワードも力を使い果たしたため、結果的に相討ちとなってその役目を完遂する。
- デザインは前田真宏[46][47]。ウルトラマンに擬態した怪獣というイメージでデザインされた[46]。バルタン星人と同様に6本の手足を持つなど昆虫要素が強調されているが、造形では機械的なイメージとなっている[46][47]。デザイン段階では威嚇用の武器として5、6本目の手が書き足されていた[48]。
- 着ぐるみは上下で分割するセパレートタイプとなっている[46]。
- 企画段階では「ゼットン・パワード」という名称候補があった[49]。

## 『ウルトラスーパーファイト』に登場するゼットン
特撮ビデオ作品『ウルトラスーパーファイト』第9話「恐怖の背後霊怪獣」、第11話「セブン!心の目を開け!!」に登場。
第9話ではケムール人の呪いによってウルトラセブンの背中に取り憑き、ケムール人が倒された後も背後霊として背負われたまま物語が終わる。
第11話ではセブンに突然襲いかかって目を潰し、視力を奪ったうえで打撃を仕掛ける。最後は、精神を集中して心眼を開いたセブンの巴投げで倒される。

## 『ウルトラマンボーイのウルころ』に登場するゼットン
『ウルトラマンボーイのウルころ』にザラブ星人の変身した姿として登場。エースを圧倒するが不意を突かれ、背中にチョップ攻撃を受けて倒れる。
- 書籍『円谷プロ全怪獣図鑑』では、名称を変身ゼットンと記載している[50]。

## 『ウルトラマンマックス』に登場するゼットン
特撮テレビドラマ『ウルトラマンマックス』第13話「ゼットンの娘」に登場。劇中ではゼットン怪獣と呼称されている。
ゼットン星人がウルトラマンマックスを倒すため、地球へ送り込んだ侵略用の生体兵器。宇宙空間を飛行する際には、青い光の球に変化する。顔に点滅する発光体や頭に回転する2本の角を持つ初代同様の容姿に、やはり同様の1兆度の超高熱火球と怪力が武器。特に怪力については、マックスを片手で投げ飛ばせる。また、頑強な外殻装甲に覆われているために少々の攻撃では微動だにしないうえ、全身を包み込む強力なバリアであるゼットンシャッターを用い、マックスのあらゆる必殺技を防ぐ。マックスとその救援に駆けつけたウルトラマンゼノンを立て続けに窮地に陥れるが、ゼノンから託された新装備マックスギャラクシーを得て再起したマックスのギャラクシーカノンにより、ゼットンシャッターを破られて倒される。
- スーツアクター：山本諭
- テレビ情報誌『てれびくん』2006年1月号（小学館）の付録『てれびくんスペシャルDVD スーパーバトルだ!! ウルトラマンマックス』では、レッドキングとタッグを組んでマックスと戦う新撮映像が収録されていた。
- 映画『劇場版 ウルトラマンギンガS 決戦!ウルトラ10勇士!!』では、マックスの対戦相手としてゼットンを登場させる案があったが、オリジナル怪獣ではないことから不採用となり、スーツが発見されたスラン星人（エタルダミー）に変更された[55][56]。

## 『ウルトラマンメビウス』に登場するゼットン
特撮テレビドラマ『ウルトラマンメビウス』第27話「激闘の覇者」に登場。
かつて初代ウルトラマンを倒した最強の怪獣として、ドキュメントSSSPとドキュメントMATに1件ずつ記録が残っている。本編では戦力増強を図ったGUYSが新たに製作するプロトマケット怪獣の候補として挙げられ、実体化前の実験のシミュレーション用プログラムとして仮想空間に登場するのみであり、現実世界には登場しない。身長や体重も設定のみ、現実世界でリアライズした場合に想定される数値である。
同じく新マケット怪獣の候補として挙がったグドン、バードン、ツインテール、ベムスター、そしてメビウスなどが断念されたことを経てテストされ、グドンとの対決をあっさりと制するが、トリヤマが誤って床に落とした時のショックでマケットカプセルが破損し、外送入力のプライオリティーに内部ポテンシャルが占拠し、外部入力を無効化したため、シミュレーション終了後に暴走してコンピュータウイルス化し、仮想空間で勝手に暴れ出す。テストの都合上、GUYSのコンピュータシステムと直結されていた仮想空間はゼットンの攻撃により基幹システムを損傷し、GUYS基地の機能が麻痺寸前になる。
プロトマケットメビウスが投入されるも簡単に倒され、やむなくヒビノ・ミライ＝本物のウルトラマンメビウスが自らをデジタルデータ化して仮想空間に突入し、戦うことになる。本物と同様の能力を駆使してメビウスを苦戦させるが、ミクラスとウインダムがメビウスの救援に現れたことで劣勢となり、さらにはバリヤーが頭上に張られていないことをジョージに見抜かれてメビウスの流星キックを受け、最後はメビウスのライトニングカウンター・ゼロによって消滅する。その後、GUYSのメインコンピュータからはゼットンのデータが念入りに消去かつ破棄される。
第21話では怪獣墓場に漂っている姿が描かれている。また、第24話ではウインダムをファイヤーウインダムに強化する際、火炎を使う怪獣としてパンドンやブラックエンドとともにデータが使用される。
- スーツアクター：永田朋裕
- 着ぐるみは『ウルトラマンマックス』のゼットンの流用[60]。
- プロトマケットメビウスがゼットンに倒される時の描写は、『ウルトラマン』第39話へのオマージュである[61][62]。
- ミライが電脳世界に突入するシーンは、『電光超人グリッドマン』へのオマージュである[62]。

### 『ザ・ウルトラマンメビウス』に登場するゼットン
『ウルトラマンメビウス』のDVD附属のイラストノベル『ザ・ウルトラマンメビウス』に登場。
再びウルトラの国を襲撃しようとするバット星人により、ウルトラ兄弟を不意打ちするために送り込まれる。本作品でのバット星人には「ゼットンの養殖にかけては宇宙一」という設定が付加されており、今回登場したのはその大量に養殖されたものである（容姿は初代と同じ）。手始めに宇宙空間でメビウスを攻撃するが、ウルトラマンに一撃で倒される。その後も大量に送り込まれるが、ウルトラ兄弟によって次々と倒される。

## 『大怪獣バトル』に登場するゼットン

### 『ウルトラギャラクシー大怪獣バトル』に登場するゼットン
『ウルトラギャラクシー大怪獣バトル』第11話「ウルトラマン」から第13話「惑星脱出」に登場。
オキからは「ウルトラマンでも倒せなかった最強の怪獣」と言われている宇宙恐竜。ケイトが操る怪獣の中でも最強クラスの存在で、彼女がレイを覚醒させるために送り込む。往来の1兆度の火球やバリヤー、波状光線（本作では光線を吸収しなくても放てる）などのほか、機敏な動きによる格闘にも秀でており、初戦ではこれらの武器・能力を駆使してゴモラ、リトラ、エレキングによる同時攻撃も歯が立たない圧倒的な強さを見せつける。最終決戦でもゴモラを退け、キングジョーブラックとも互角に戦うが、そこへパワーアップしたEXゴモラが乱入し、EX超振動波を受けて倒された。
だが、その遺伝子はレイブラッド星人の手によって回収されていたらしく、後にゲーム版『NEO』でEXゼットンとして復活することとなる。
- スーツアクター：山本諭
- 本作品のゼットンの火球は、第11話の『大怪獣バトルファイル』で「1兆度の火球」とテレビ作品で初めて明言されている。

### 『ウルトラギャラクシー大怪獣バトル NEVER ENDING ODYSSEY』に登場するゼットン
『ウルトラギャラクシー大怪獣バトル NEVER ENDING ODYSSEY』第3話「大暴走! レイオニックバースト」に登場。
ナックル星人が操るガルベロスの作り出した幻影として登場。重い打撃だけではなくバック転も披露するなど、前作以上の機敏な動きも見せる。ゴモラに何度倒されても復活し、体力を消耗させたところでガルベロスと入れ替わる形で消えた。
- スーツアクター：寺井大介
- オープニングではタイラントと戦い、こちらでも機敏な動きによる回し蹴りを披露している。
- 一部書籍では、名称を幻影ゼットンと記載している[68][69]。

### 『大怪獣バトル ウルトラ銀河伝説 THE MOVIE』に登場するゼットン
映画『大怪獣バトル ウルトラ銀河伝説 THE MOVIE』に登場。
ウルトラマンベリアルのギガバトルナイザーの力で怪獣墓場から復活した、ベリアル軍団の1体。怪獣墓場でウルトラ戦士たちを襲撃し、バルタン星人やアントラーなどと共に初代ウルトラマンと激突する。その後も軍団の中では長く生き残るが、最後はウルトラマンゼロのゼロスラッガーアタックで他の怪獣共々切り裂かれて倒された。
回想シーンでも、レイブラッド星人が率いる怪獣軍団や、「ベリアルの乱」で光の国を襲撃する怪獣軍団の1体として登場するほか、百体怪獣ベリュドラの首を構成する怪獣の1体となっている。
- 当初は冒頭で登場する予定であったが、造型担当の品田冬樹の提案によりベムラーに変更された[72]。

- 雑誌連載版
  - 『てれびくん』で連載された漫画版でも、ベリアル軍団の1体として登場する。
  - 『てれびくん』2009年12月号付録のメガサイズポスターでは、ウルトラマンレオと戦っている。

### 『大怪獣バトル ULTRA MONSTERS』に登場するゼットン
データカードダスゲーム『大怪獣バトル ULTRA MONSTERS』EX第15話「歴史改変計画」、第18話「ダブルモンスロード!」に登場。
ババルウ星人を追って過去の惑星ボリスに降り立ち、そこで倒れているレイモンを見付けた主人公たちの前に出現。強豪怪獣だが、バトルナイザーの怪獣によって何とか退けられる。その後、レイモンのEXゴモラと戦う。
第18話ではレイブラッド星人の力でパワーアップした個体が登場。レイブラッド星人の命令でピグモンを襲うもレイモンに救出される。そして次に主人公の怪獣と戦うも、主人公と共にここまで戦い成長した怪獣の前にあえなく倒された。
ステータスはアタックとディフェンスが高めで、スピードとパワーが低め。冷気属性攻撃に弱いという一面も持つ。ウルトラマンのスペシウム光線を受け止めた実績もあって、NEO以降は光属性に耐性を持っている。必殺技は劇中見せなかったテレポートを用いての連続攻撃である「テレポートアタック」以外は原作の技を再現しており、特に「1兆度の火球」は高熱属性最強の威力を持つ。また、それとは別に目の部分から白色破壊光弾を発射する「ゼットン光弾」という必殺技もある。今作ではシステムの都合上、ウルトラマンを倒した光線を吸収して撃ち返す「ゼットンファイナルビーム」は通常のプレイでは使用できないが、NEO第5弾で登場するにせウルトラマンと組むことでタッグ必殺技として発動可能である。

## 『ウルトラゾーン』に登場するゼットン
『ウルトラゾーン』のコントコーナー「不良怪獣ゼットン」（全6回）に主人公として登場。
また1枚絵のアイキャッチにも登場し、第1話では河原で火球を吐いてバーベキューを焼いている姿が、第5話では紳士服売り場でゼットン星人の背広の仕立てを手伝っている姿が、第21話では彼女と自転車に乗っている姿が、最終回となる第23話では怪獣特捜隊日本支部の地下道場にてタカダ・リホ隊員の前でダークザギに負けて落ち込む初代ゼットンをゼットン（二代目）が慰める姿が描かれる。

### 不良怪獣ゼットン
地球防衛高校では無名の無口な学生で、仲間の不良たちからはパシリをさせられているが、赤王高校などの他校からはウルトラマンを唯一倒した怪獣として恐れられ、赤王四天王さえも軽く倒してしまう実力を隠し持っている。赤王高校のレッドキングとのタイマン勝負では最初は不意打ちで苦戦するものの、圧倒的な力の差で殴り倒す。恋人のカオリを人質に取られ不利な状況に陥るが、仲間の不良がカオリを取り戻したことで逆転し、火球の一撃でレッドキングを倒した。
- スーツアクター：新井宏幸[77]

## 『ウルトラマンサーガ ゼロ&ウルトラ兄弟 飛び出す!ハイパーバトル!!』に登場するゼットン
てれびくん付録DVDのオリジナルストーリー『ウルトラマンサーガ ゼロ&ウルトラ兄弟 飛び出す!ハイパーバトル!!』に登場。
バット星人が怪獣兵器を生み出す実験のために怪獣墓場を荒らしていた中、宇宙で暴れていた個体。ある小惑星上にてウルトラマンゼロと戦っていたが、バット星人に回収されて姿を消した。この後、この個体はハイパーゼットンへと改造されることとなる。
これまで同様火球を武器とし、ゼロスラッガーを持ったゼロと素手で互角に渡り合い、プラズマスパークスラッシュによる斬撃にもあまりダメージを受けず、エメリウムスラッシュも吸収して波状光線として撃ち返すなど、その強豪ぶりは健在で、ゼロからも「ウルトラマンを倒しただけのことはある」と賞されている。

## 『ウルトラマンギンガ』に登場するゼットン（SD）
『ウルトラマンギンガ』番外編「残された仲間」に登場。
マグマ星人（SD）が隠し玉として持っていたスパークドールズでダークライブする。降星町を火球で破壊しようとしたところを千草がウルトライブしたウルトラマン（SD）と健太がウルトライブしたウルトラマンティガ（SD）に阻止され、月面で対決。当初は劣勢だったがライブしていたマグマ星人（SD）が分離して加勢したことで優位に立った隙を突き、再び火球による遠距離射撃（マグマ星人（SD）曰く『超遠距離砲』）で降星町を狙うが、ウルトラマン（SD）とウルトラマンティガ（SD）にまたしても阻まれて失敗。最終的には駆け付けたウルトラマンギンガにマグマ星人（SD）共々ギンガクロスシュートで敗北。この時バリアで防ごうとするが破られている。スパークドールズはギンガによって宇宙へと運ばれた。
- 『スパークドールズ劇場』ではネット版第6回にゲストとして登場。鳴き声を上げるだけで一切喋らない。ハイパーゼットン（イマーゴ）へと変化して見せた。

### 『ウルトラマンギンガ 劇場スペシャル ウルトラ怪獣☆ヒーロー大乱戦!』に登場するゼットン（SDI）
映画『ウルトラマンギンガ 劇場スペシャル ウルトラ怪獣☆ヒーロー大乱戦!』に登場。
ライブパッドを使った「ウルトライブシミュレーション」で友也がライブし、健太がライブしたドラゴリー（SDI）、ヒカルがライブしたゾアムルチ（SDI）と戦い、ドラゴリー（SDI）を倒すが、最後は乱入してきた千草がライブしたザムシャー（SDI）にゾアムルチ共々倒される。

## 『ウルトラマンX』に登場するゼットン
『ウルトラマンX』第8話「狙われたX」に登場。
ウルトラマンマックスに倒された同族の仇を討たんとするスラン星人クワイラに操られ、地球に襲来した。
エックスとの初戦ではサイバーアーマーを装着したエックスを叩きのめすが、止めは刺さずテレポートで撤退し、大地がサイバーゼットンのカードの開発を焦ることとなる。クワイラの目論見通り、再戦にて完成したゼットンアーマーを装着して洗脳されるエックスや巨大化したクワイラと共に、真の標的であるマックスを3対1という圧倒的有利な状況で追い詰める。
しかし、サイバーエレキングのカードを利用してアーマーの洗脳を解いた大地により、エックスの意志が復活する。ゼットンアーマーの全能力を制御するに至ったエックスと同じ力を至近でぶつけ合う壮絶な戦いの末にゼットンシャッターをエックスの新たな技・ゼットントルネードで破られ、上空からのザナディウム光線を受けてスパークドールズに縮小された。
- スーツアクター：力丸佳大
- 第8話の監督を務めたアベユーイチは、怪獣の中でゼットンのことが一番好きであるため、倒しようがないくらい強くしてしまい、最後は勢いとビジュアルで乗り切ったと述べている[82]。アベは、尺があと5分あればエックスとの瞬間移動での対決に押し負けてから火球とバリアでの接近戦に切り替える展開にしたかったと述べている[82]。
- バリアの形状が『マックス』登場時のゼットンシャッターに近い形になっている[82]。Blu-ray BOXの解説では、クワイラが『マックス』の世界から連れてきたものと推測している[83]。

### サイバーゼットン
Xioが開発したサイバー怪獣の1体。両腕に「Z」の文字があしらわれている。大地が当麻博士（スラン星人クワイラが化けた姿）から渡されたゼットンのスパークドールズを元に完成させたが、そのデータにはクワイラによってアーマー装着時にエックスの意志を奪い、意のままに操れるプログラムが仕組まれていた。このプログラムにはプロテクトがかけられており、外部からの改変を受け付けなかったが、大地によってサイバーエレキングの力で強引に除去された。その後、このカードは劇場版でもワタルによって使用され、アスナが放ったゴモラ振動砲と合わせる形でランドマスケッティから超強力な高熱弾であるゼットンレールキャノンを放ち、球状になって初代ウルトラマンを苦戦させるゴーグファイヤーゴルザの攻撃を妨害し、初代ウルトラマンの勝利に一役買った。
- デザインは、初代ゼットンの頭でっかちなシルエットを意識している[84]。
- 『新ウルトラマン列伝』第142話の新撮シーンでは、ラボチームの面々が調整に苦心している様子が描かれ、マモル曰く「リミッターをちょっとでも弱めるとすぐ暴走しちゃう」とのこと。

## 『ウルトラマンタイガ』に登場するゼットン
『ウルトラマンタイガ』第18話「新しき世界のために」に登場。
触角宇宙人 バット星人小森セイジが霧崎から与えられた怪獣兵器。小森によって怪獣育成セットから召喚された。腕から放つ波状光線や光波バリヤーで光線を防ぎ、タイガを圧倒するが、最後はタイガトライストリウムの風真烈火斬に敗れる。
- スーツアクター：新井宏幸
- 着ぐるみは初代のものを新調している[87]。当初はハイパーゼットンやペダニウムゼットンが登場する予定だったが[87]、監督の辻本貴則は自身のこだわりで初代にしたと述べている[6]。
- 劇中では、得体の知れない凄みを出すため、「ゼットン」の名は出さず、「宇宙恐竜」とのみ呼称されている[6]。鳴き声も、無機質な電子音のみとしている[6]。
- 登場シーンでは、小森セイジの「新しい世界」というセリフに合わせ、ドヴォルザークの「交響曲第9番」が流れる[6]。

## 『ウルトラギャラクシーファイト 大いなる陰謀』に登場するゼットン
YouTube配信作品『ウルトラギャラクシーファイト 大いなる陰謀』に登場。
宇宙恐魔人ゼットの使役する人工ゼットン軍団の1体として、初代に準拠した容姿の個体と2代目に準拠した容姿の個体が登場。

## 『シン・ウルトラマン』に登場するゼットン
映画『シン・ウルトラマン』に登場。
本作品では生命体ではなくゾーフィが用意した生物兵器という設定。宇宙にとって害であると判断された惑星を破壊するための天体制圧用最終兵器であり、ウルトラマン / 神永新二のもとへ現れたゾーフィの手の上に浮かぶ大きさでしかないカプセル状の形態から複雑な変形および巨大化を経て配備された後、原典での発光体に相当する箇所を展開するなどの工程を経て後述の形態で前方に生成した1テラケルビン（1兆度）の熱球を発射し、対象惑星を周囲の恒星系ごと滅却する。作中では明言されていないが、設定では過去にも何度か使用されている。
ウルトラマンが光の星で禁じられていた人類との融合を果たしたことにより、マルチバースの全知的生命体に地球人類が生物兵器への転用が可能であることを知れ渡らせたとして、地球を今のうちに廃棄処分するために衛星軌道上に配備される。生成途中でウルトラマンと交戦し、その攻撃を電磁光波防壁で阻むと、無数の光弾などで反撃してウルトラマンを大気圏に落下させる。しかし、ウルトラマンからベーターシステムの基礎原理のデータを託された禍特対の滝明久によって攻略法が編み出され、熱球の発射直前に光球形態で突入してきたウルトラマンがベーターカプセルを点火したことによって生じたプランクブレーン (Planckbrane)へのゲートに押し込まれ、消滅した。
なお、正確な身長や体重については全形態とも公表されていないが、衛星軌道上に配備された姿が地表の面々からも視認できるほどの大きさとして描かれているほか、変形後の熱球発射形態ともども交戦した際のウルトラマンをはるかにしのぐ巨体として描かれている。
- ゾーフィに操られるという設定は、『ウルトラマン』の本放送当時における雑誌の記述が基となっている[94]。
- 原典のラインを踏襲しつつ、成田亨が影響を受けたロシア構成主義のラインが取り入れられた[94]。

## 『レッドマン』に登場するゼットン
特撮テレビ番組『レッドマン』第129、132、134話に登場。着ぐるみは『帰ってきたウルトラマン』に登場したゼットン2代目の流用。CS放送でもゼットン2代目として紹介された。
- 第129話：レッドナイフ、レッドアローをかわすが、レッドフォールで崖下へ落とされて倒される。
- 第132話：ドラコと共にレッドマンと戦うが、レッドナイフを刺されて倒される。
- 第134話：ドラコ、サドラ、コダイゴンと共にレッドマンと戦うが、レッドアローで倒される。
- 着ぐるみは、後年の『ウルトラマンレオ』第9話に怪獣ショーの着ぐるみとして登場している[95][96]。また、2022年には「レッドマン版」と称してアクションフィギュア化されている[97]。

## グラビア版『ウルトラ兄弟物語アンドロメロス』に登場するゼットン
てれびくん1981年7月号にグア軍団の再生怪獣として登場。
アンドロメロスと格闘戦を繰り広げる。他の怪獣と合体して強化変身する能力を持ち、グワガンダと合体して合体ゼットンになるが、メロスのコスモオーラーで焼き尽くされた。
合体ゼットンは腕が4本で角がクワガタの顎状になっており、口にはグワガンダの触角が付いている。また、倒されるシーンがイラストで記載されるに留まっており、着ぐるみは作られていない。1982年2月号では他の改造怪獣たちが復活しているが、再生ゼットンや合体ゼットンは復活していない。

## EXゼットン
ゲーム『大怪獣バトル ULTRA MONSTERS NEO』のオリジナル怪獣として初登場。
『大怪獣バトル』オリジナルのゼットンの進化形態。甲虫のような外見はさらに虫のような部分が強調されるように変化し、頑丈な甲殻と鋭利なクロー、発光体の変化など全身のスタイルが変わっている。能力も格段にパワーアップしており、1兆度の火球は連射可能となったうえ、それすら上回る100兆度の火球「トリリオンメテオ」および「100トリリオンメテオ」までも発射可能となった。このほか、通常のゼットンにはなかった飛行能力が備わっており、常に宙を浮きながら移動する姿も見られるうえ、背中からのジェット噴射による高速飛行もできる。そのジェット噴射で飛んだ際に体当たりしながら放たれた炎で敵を焼き尽くす、「ゼットンバックファイア」という技も持つ。
全体的なステータスはゼットンをはるかに上回っており、しかも最大の必殺技「100トリリオンメテオ」は最高威力の光属性を持っている。また、第6弾ではレイブラッド星人と組むことで「アルティメットメテオ」というタッグ必殺技を発動させることが可能。
- 『ウルトラマン Fighting Evolution Rebirth』の改造怪獣が元になっていたそれまでのEX怪獣と違い、このEXゼットンは『大怪獣バトル』の完全オリジナルなEX怪獣である。
- ゲームで登場した後にアトラクション用スーツが製作されており、通常サイズのものと3メートルを超えるショー用の巨大スーツ[100]の2種が存在。各地のショーや、後述の『ウルトラマンメビウス外伝 ゴーストリバース』などで活躍している。
- デザインは後藤正行が担当した[101]。後藤が初めて円谷プロでデザインした怪獣である。EXエレキングやEXゴモラといった元からいたキャラクターの流れを踏襲したデザインにしている[101]。

### 『大怪獣バトル ULTRA MONSTERS NEO』に登場するEXゼットン
『大怪獣バトル ULTRA MONSTERS』NEO第14話「暴走!ヴィットリオ」、第15話「最終レイオニクス決戦!」に登場。
『ウルトラギャラクシー』でケイトが操っていたゼットンの遺伝子をレイブラッド星人がカネゴンのバトルナイザーに入れ、主人公たちの戦いのエネルギーを吸収させることで進化させたもの。実質上、『NEO』のストーリーモードにおけるラストボスであり、レイブラッド星人が憑依した状態で主人公たちに襲いかかる。だが、返り討ちに遭い、最後の手段として1兆度の火球で平行世界を滅ぼそうとするも、レイモンと共に現れたかつての主人だったケイトの声で正気に戻り、通常のゼットンに戻りながらケイトと共に光の中へ消え、その影響で融合をキープできなくなったレイブラッド星人も消滅した。

### 『ウルトラマンメビウス外伝 ゴーストリバース』に登場するEXゼットン
『ウルトラマンメビウス外伝 ゴーストリバース』に登場。
伝説のアイテム・ギガバトルナイザーが封印された炎の谷をテリトリーにしており、100兆度の火球トリリオンメテオを武器にしている。メビウスからも存在を知られていた。
炎の谷の番人的な役割も担っており、ギガバトルナイザーを求めてやって来たメビウスとメカザムに襲いかかる。圧倒的な力で2人を追い詰めるも、メビウスとメカザムの手によってギガバトルナイザーが解き放たれ、特殊なフィールドが消滅したことで形勢は逆転する。最後はメビウスのメビュームブレードとメカザムのソードザンバーによる連撃を受け、爆砕した。
- 映像作品への登場は本作品が初である[104]。
- 戦闘シーンはグリーンバックの使用上の都合から一本道での戦いとなった[104]。
- 監督の横山誠は、EXゼットンのスーツは演じるのが困難で、撮影現場ではよく転倒していたことを証言している[104]。

### 『ウルトラギャラクシーファイト 大いなる陰謀』に登場するEXゼットン
YouTube配信作品『ウルトラギャラクシーファイト 大いなる陰謀』に登場。
宇宙恐魔人ゼットの使役する人工ゼットン軍団の1体として登場。

## 宇宙恐竜 ハイパーゼットン
映画『ウルトラマンサーガ』に登場。
バット星人がこれまでのゼットンの優れた部分だけを抽出して作り出した、ゼットンの新たな進化形態。怪獣だけでなく「人間たちの絶望と恐怖心」を餌として吸収して成長していくことで覚醒した。
劇中で「ハイパーゼットン」と呼ばれるのは完全体のイマーゴのみで、他は単に「ゼットン」と呼ばれる。バット星人にコントロールされ、彼の意のままに動く。いずれの形態でも1兆度を超える高エネルギーを持つ暗黒火球を放つことが可能。
- 本作品の敵がゼットンというのは、当初はOVとして企画されていた「ゼットンに初代ウルトラマンが倒されて、人間たちがその復活のために健闘する」という企画案の名残りである[107]。
- 各形態ともデザインは後藤正行が担当した[108][109]。従来のラスボスは超巨大な怪獣という設定だったが、おかの『ドラゴンボール』のフリーザ最終形態のようにボリュームのある形態から最終的にシンプルになって強くなるというイメージの真逆で行く展開となった[110][109]。EXゼットンとは異なるアプローチで、細身のボディにゼットンのエッセンスを凝縮している[101]。
- 企画初期の名称は「ビーストゼットン」[108][111]。決定稿以前に描かれた後藤によるイメージボードでは、第1形態としてドラゴンをモチーフとした高速飛行タイプが存在した[108]。

### ハイパーゼットン（コクーン）
繭の状態。スフィアをはじめ、バット星人が別の時空から集めてきたさまざまな怪獣や生命体を捕食してその要素を取り込み、人間たちの絶望の悲鳴を吸収することで成長する。
この状態でも中から鋭い爪の付いた触手を伸ばして獲物を捕食し、石化光線や暗黒火球を発射できるなど、動けない点以外は十分な戦闘力を持ち、一度はダイナを倒した。
しかし、ダイナが自らコクーンの中に入りハイパーゼットンの成長を押さえ込むという、バット星人さえも想定外の出来事が起こり、覚醒を著しく遅らされることになる。

### ハイパーゼットン（ギガント）
コクーンから孵化した形体で、幼体にあたる。顔は通常のゼットンと同じだが、頭部の角は前を向いた鉤爪のようになっており、顔の下からも上に伸びる牙が生え、身体は超巨大な多節足と甲羅状の外骨格を有する昆虫型となっている。
武器は伸縮自在の鎌状に変形した前脚ギガンティスクローや、コクーン同様の触手、背中の発光体から放つ暗黒火球。また、コクーン同様に胴体から刺突用の鋭利な触手を生やして攻撃することが可能。まだ幼体だが、暗黒火球の射程は長距離砲撃を行えるほど長く、1発を複数に分裂させることも可能なほか、鎌の一撃でコスモスを瀕死にまで追い込み、ゼロのプラズマスパークスラッシュすら通じない圧倒的な戦闘力を持つ。
ゼロやコスモスを圧倒する実力を見せるが、ダイナの復活によって形勢が逆転し、ゼロ、ダイナ、コスモスのファイナルウルティメイトゼロ・トリニティで倒される。しかしその直後、バット星人自らが円盤ごと融合することで、ハイパーゼットン（イマーゴ）への進化を遂げる。
- 作中ではすべてCGで描かれているが[108]、『モンスターハンター』のようなクリーチャーらしいものではなく、「着ぐるみそっくりのリアルなCG」を目指して描かれている[114]。
- デザイン初期の段階ではダンゴムシのように丸くなって転がることも考えられていた[108]。酉澤安施による参考用デザインも描かれており、こちらはスーツ制作を前提としていた[108]。
- 『ぱちんこウルトラバトル烈伝 戦えゼロ！若き最強戦士』では、帝国を築き上げたウルトラマンベリアルが地球に放った設定で登場。ゼロ（リーチによってはウルトラセブン）と戦いを繰り広げる。

### ハイパーゼットン（イマーゴ）
バット星人が宇宙船ごと融合し、ギガントから脱皮することによって誕生した最強形態で、滅亡の邪神や究極のゼットンとも呼ばれる。スマートな人型でより昆虫的な姿となっており、腕は突起状で、伸縮自在の翼や尻尾も生えている。融合したバット星人は頭部の発光体に宿っており、そこで一心同体に近い形となってハイパーゼットンをコントロールしている。ゼットン特有の「ピポポポポポポ」という電子音も発するが、鳴き声はこれまでの個体に比べてかなり低い。
大きさはギガントよりも小さくなったが、戦闘力や機動力は飛躍的に向上しており、コクーンやギガント時以上に威力の洗練された暗黒火球を胸から放つほか、攻撃を防ぐハイパーゼットンバリヤーや、まるで残像が残るように超速移動するハイパーゼットンテレポート、ウルトラマンの光線を吸収・増幅して波状光線として撃ち返すハイパーゼットンアブゾーブなど、ゼットンの基本能力を極限までパワーアップさせたさまざまな武器・能力を持つ。暗黒火球は威力だけでなく以前同様に分裂可能で、軌道をある程度は自由に調整できるなどの強化もなされている。また、テレポートは擬似分身攻撃を、アブゾーブは吸収したエネルギーを跳ね返すだけでなく、それぞれ暗黒火球に上乗せするなどの応用が利き、臨機応変な戦闘をこなせる。背中の翼を展開しなくても飛行できるが、展開した場合は尻尾も伸びるうえ、最高速度はマッハ33に達する。邪気が高まると、全身から触れたものを焼き尽くす暗黒火炎コラプサーオーラを吹き出す。
吸収したスフィアを元に、怪獣兵器（アントラー、キングパンドン、ブラックキング、ベロクロン、タイラント）を生み出せる。この能力の披露シーンは本編ではカットされたが、後にイベント上映や『新ウルトラマン列伝』でのディレクターズカット版で正式に披露された。
初戦ではゼロ、ダイナ、コスモスを圧倒するが、その3人が合体して現れたウルトラマンサーガとの激戦では互角に渡り合った後、バット星人が「つまらない生き物」と何よりも見下していた人間であるチームUの作戦で文字通り足を掬われ、動きを止められた隙を突かれてサーガカッターで翼を切断され、サーガパンチャーの猛攻を受ける。それでも飛行して逃走を試みるが、サーガに宇宙まで弾き飛ばされ、全力で放った暗黒火球をもサーガプロテクションに防がれ、最後はサーガマキシマムで中のバット星人ごと倒されて大爆発する。それと同時に、バット星人に捕らわれていた地球（フューチャーアース）の生物たちも、みな解放された。
- デザイン画では蛇腹が赤いものも検討されていたが、一目でゼットンとわかるようにオリジナルと同じ配色となった[108]。またカラーバリエーションとして全身が赤いものも検討されていた[108]。
- 『ぱちんこウルトラバトル烈伝 戦えゼロ！若き最強戦士』では上記のギガントが進化し、原作のようにゼロ、ダイナ、コスモスと戦う。

#### 『ウルトラマンギンガS』に登場するハイパーゼットン イマーゴ（SD）
『ウルトラマンギンガS』第14話「復活のルギエル」に登場。
ウルトラマンギンガとウルトラマンビクトリーを倒すためにチブル星人エクセラー（SD）が遣わしたエージェント・ゼットン星人ベルメ（SD）がモンスライブし、UPGの持つビクトリウム・キャノンを狙って彼らの基地であるライブベース近辺に現れる。
背部の翼こそ使用しないものの圧倒的な戦力は健在で、ハイパーゼットンテレポートやウルトラマンギンガストリウムのスペシウム光線をハイパーゼットンアブゾーブで打ち返すなどの戦法でギンガを翻弄するうえ、彼を盾にすることによってUPGのビクトリウム・キャノンを封じる。その後、ビクトリーが加勢してもなお互角の戦いを繰り広げるが、ウルトラマンタロウの導きでギンガストリウムがコスモミラクル光線を発動すると、ハイパーゼットンアブゾーブを押し返されて敗退する。戦いの後、スパークドールズはヒカルとショウが回収した。
だが、この戦いは最凶最大の敵・ビクトルギエル誕生までの時間稼ぎに過ぎず、エクセラーはこの隙にライブベースを占拠し、ビクトルギエルを生み出してしまう。
- スーツアクター：岡部暁
- 『スパークドールズ劇場』ではネット版第6回に登場。ゼットン（SD）が変化した姿で、やはり鳴き声しか上げず喋らない。エレキング（SD）からは「なんてスマートでエレガント」と評された。その後、闘志を燃やしたEXレッドキング（SD）と勝負になったところで、本編は終わっている。

#### 『ウルトラファイトオーブ』に登場するハイパーゼットン（イマーゴ）
『ウルトラファイトオーブ 親子の力、おかりします!』に登場。
レイバトスの呪文によって復活させられた亡霊怪獣。キングジョー、グドン、ツインテール、バードン、ビクトルギエルと共に出現し、ウルトラマンゼロとウルトラマンオーブに襲いかかるが、ルナミラクルゼロのウルトラゼロランスによる攻撃とオーブ（ハリケーンスラッシュ）のビッグバンスラストを同時に受け、倒される。

#### 『ウルトラギャラクシーファイト 大いなる陰謀』に登場するハイパーゼットン（イマーゴ）
YouTube配信作品『ウルトラギャラクシーファイト 大いなる陰謀』に登場。
宇宙恐魔人ゼットの使役する人工ゼットン軍団の1体として登場。

### ハイパーゼットン デスサイス
『ウルトラマンオーブ』第5話「逃げない心」に登場。
ゼットン星人マドックによって操られているハイパーゼットンで、翼を展開する前のイマーゴの腕が鎌に変化したような両腕を持つ。ハイパーゼットンバリアーやハイパーゼットンアブソーブは使用していないが、前者は設定上は使用可能とされる。マドックによって調査されていたウルトラマンオーブのデータがインプットされており、オーブを倒す切り札とされていた。
当初は幼体としてマドックが隠れ家としていた倉庫に収まるサイズまで縮小しており、地下に隠れていたが、ナオミを救出に現れたガイに居場所を知られたマドックによって急成長する。スペシウムゼペリオン形態で現れたオーブのスペリオン光輪を鎌で受け止めて弾き返した後、ハリケーンスラッシュ形態に姿を変えたオーブと対決する。一時はオーブをハイパーゼットンテレポートによる飛び蹴りで翻弄するが、オーブも瞬間移動能力を使用したために次第に押され、暗黒火球を連射するもオーブが召喚したオーブスラッガーランスから放たれたオーブランサーシュートで相殺され、最後は胸の発光器官を破壊されてビッグバンスラストを受け、爆散する。
- スーツアクター：岡部暁[77]
- デザインは後藤正行が担当した[122]。デザイン画はイラストではなく、既存スーツの写真を加工している[122][123]。鎌の形状は、デザイン画では曲線であったが[123]、造型では見映えのため波状となった[122]。
- 脚本を担当した小林弘利は、地下にいる状態はギガントを想定していたが、使用できるのが動かないプロップのみであったため、イマーゴにギガントの鎌を加えた新形態を登場させることとなった[124]。

#### ハイパーゼットン デスサイス（リザーバー）
『ウルトラマンオーブ』第21話「青いリボンの少女」に登場。
上記のハイパーゼットン デスサイスが再生した別個体。マドックにスペアの肉体として用意された少女の姿の人工生命体マーヤ（の腕輪に宿ったマドックの意志）によって操られている。
1か月前から市街地の上空にたびたび現れてはマーヤと共に突然姿を消し、人々を混乱させていた。その後、ガイに目的を知られたマドックが、ガイ＝オーブを始末させるために地上へ降下させる。オーブオリジン形態で現れたオーブとの戦闘では、ハイパーゼットンテレポートと暗黒火球を駆使して追い詰めるが、強固な自我を持ったマーヤがマドックの意志が宿っている腕輪を破壊したことによって弱体化し、オーブカリバーで斬られて大ダメージを受ける。最後は、サンダーブレスター形態にフュージョンアップしたオーブのゼットシウム光線を受け、爆散する。
- スーツアクター：岡部暁[77]
- 戦闘シーンではテレポーテーションを用い、スピーディさやトリッキーさを出すことで前回との差別化を図っている[126][127]。

## 光ノ魔王獣 マガゼットン
『ウルトラマンオーブ』第1話「夕陽の風来坊」に登場。
ウルトラマンによって北欧の森林地帯に封印されていた、光属性の魔王獣。これまでのゼットンと異なり顔面の発光体と胸が魔王獣特有のマガクリスタルになっており、胸部の発光体は青くなっている。口から撃ち出すマガ光弾を武器とし、瞬間移動するマガテレポートアタックを得意とする。
1908年、ルサールカと呼ばれる森林地帯においてウルトラマンオーブ（オーブオリジン）と激戦を繰り広げる。その果てにオーブのオーブスプリームカリバーを浴び、カリバーを吸収しながらも周辺一帯を破壊し尽くす大爆発を起こして消滅する。クレナイ ガイはウルトラマンのカードを手に入れるが、近くにいた現地の少女・ナターシャがこの爆発に巻き込まれてしまい、彼女を救えなかった自責の念がオーブ / ガイの心に暗い影を落とすことになった。その後、経緯は不明だがマガゼットンの怪獣カードはジャグラスジャグラーの手元に渡ることとなり、最終的に魔王獣たちを束ねる存在であるマガオロチの復活に利用されることとなった。
この時に起きた大爆発は、人間側にも原因不明のミステリー「ルサールカ大爆発」として認知されている。
- スーツアクター：新井宏幸[77]
- デザインは後藤正行が担当[129]。通常のゼットンのスーツのまま撮影され、発光体の色は、デジタル合成によって処理されている[123][129]。
- 田口清隆・中野貴雄による「エピソード10構想」によれば、第5章（エピソード5-1）でガイが倒したキングザウルス二世・超コッヴ・プリズ魔のカードをジャグラーが用いて復活させた。

## 宇宙超絶恐竜 ファイヤーゼットン
『てれびくん』・『幼稚園』・円谷プロダクションによる「ゼットン強化アイデアコンテスト」のグランプリ作品として登場。
ゼットンの遺伝子に強化改造を施して生み出した個体。体格はEXゼットンより太く、腕や背中などに名前の通りの炎の意匠が取り入れられているのが特徴。角は垂れ下がり、左腕は巨大な鎌となっている。身体は相手の如何なる攻撃も通じないほど硬い。

## ライブステージに登場するゼットン

### ウルトラマンライブステージ2・宇宙恐竜最強進化!

#### クローンゼットン
舞台作品『ウルトラマンライブステージ2・宇宙恐竜最強進化!』に登場。別名「人工宇宙恐竜」。
地球侵略を狙うレギュラン星人の生体実験によって生み出された、ゼットンの進化形態。すべての宇宙に終わりをもたらすべく、事件の黒幕であるセミ人間に操られている。通常のゼットンとは異なり、強い外敵との戦いによってフラストレーションを発し、それを成長ホルモンへ変えることにより、幼体→半甲殻体→甲殻体→繭状体→成体と5段階に成長する。その進化の鍵となるのはゼットンの主人であるゼットン星人の存在であり、ゴース星人にゾフィーによって卵の状態で託され、彼が父親として育て上げたゼットン星人の子供が、クローンゼットンをめぐる事件に巻き込まれることになる。
レギュラン星人に操られ、幼体の状態で地球に現れてウルトラマンガイアを圧倒する。その後、レギュラン星人らの宇宙基地に侵入したウルトラマンらと半甲殻体から甲殻体へ進化しながらの戦いを経てレギュラン星人にさらわれ、セミ人間の超能力で操られたゼットン星人の子供を取り込み、繭状体へ変化する。羽化して成体「クローンゼットン・ファイナル」となった後、集結した初代マン、ウルトラマンティガ、ウルトラマンダイナ、ガイア、ウルトラマンコスモスと戦闘を繰り広げ、強力な防御力で戦いを優位に進めるが、現れたゴース星人を吸収した後に沈黙し、ウルトラマン5人の必殺攻撃を受けて倒された。
- デザインは丸山浩が担当[131]。成長による色の変化はカブトムシの変態時の体色をイメージしている[131]。

クローンゼットン・ホワイト
幼体。この時点ではまだ通常のゼットンのような外骨格はなく、柔らかく白い皮膚が剥き出しになっている。そのため、防御力が非常に低く外敵に襲われやすいが、防御力の低さをカバーするために耐久力と生命力が高くなっているほか、頭部の角が発達しており、レーダー器官として高い能力を持っている。
クローンゼットン・ハーフ
半甲殻体。幼体から脱皮することにより外骨格と背中の甲羅が構成され、防御力が高まっている。しかし、この形態でも防御力は通常のゼットンには及ばず、一般の怪獣と同レベルとなっている。このため、まだ比較的外敵に攻撃される可能性が高いが、それを補うために背中の甲羅が羽根の役割を果たし、飛行が可能となっている。攻撃力は光線技が使用できない点以外、通常のゼットンと同等である。
クローンゼットン
甲殻体。外骨格が全身を覆い、通常のゼットンと同じ姿になっている。この形態に達することで、初めて光線技などの使用が可能となる。この形態になるまで進化するには、多くの激しい戦いを潜り抜け、多くの外敵の攻撃を受け続けなければならない。
クローンゼットン・ファイナル
成体。甲殻体から繭の状態を経て進化するクローンゼットンの最終形態。唯一ゼットンとの交信が可能なゼットン星人の感情の起伏と、さらに強力な外敵との戦闘が進化の引き金となる。甲殻体から成体に進化するためには、甲殻体の時点で最強に近いクローンゼットンより強い敵、すなわちウルトラマンなどとの戦闘が不可欠となる。
その形態は一般のゼットンとは大きく異なり、すべての攻撃を遮断しつくすために外骨格が全身を傘のように覆い尽くしており、すでに甲殻体の面影は見られない。また、触角も感覚器官としての能力は失われ、クワガタムシの大顎のような武器に進化している。この形態まで進化した場合、すべての生物を滅ぼすまでその破壊衝動が収まることはない。
- 繭の状態は破壊神バルラ同様、車輪で動かす想定でデザインされ、頭部と胸部の発光部分を中央にまとめている。最終形態では、横にカーテン状に広げることで巨大感を表現している。

### ウルトラマンフェスティバル2005
バルタン星人の切り札として登場。マックス、ウルトラマンノア、ウルトラマンタロウ、ウルトラセブン、初代マンを相手に劣勢に追い込む。

### ウルトラマンプレミアステージ
エンペラ星人復活を企む暗黒四天王が率いる怪獣軍団の1体。ウルトラ6兄弟をまとめて相手にするが、エネルギーを集結させたタロウのコスモミラクル光線で倒された。
着ぐるみは通常よりやや大きめの物が使用されている。

### ウルトラマンフェスティバル2007
『メビウス』最終回後の出来事とされ、冒頭でマグマ星人やゴモラと共にウルトラ戦士と戦うが、最後はウルトラセブンのエメリウム光線に敗れる。

### ウルトラマンフェスティバル2010
サロメ星人の率いるロボット怪獣の1体として登場。同じくジュダ・ゾグ（第一形態）・エンペラ星人と共にウルトラマンゼロやウルトラ戦士と戦うが、最後はウルトラマンのスペシウム光線に敗れた。

### ウルトラマンフェスティバル2011
第一部ではボスキャラクターとして登場。ウルトラマンに倒されたギギが最後の切り札として残していった怪獣で、ウルトラ戦士たちを圧倒するが、過去の世界から助っ人として現れたウルトラマンベリアル（アーリースタイル）の出現により逆転され、一斉攻撃で倒された。
第二部ではEXゼットンがボスキャラクターとして登場。全ウルトラ戦士を追い詰めるが、ティガとナイスの機転により駆け付けたウルティメイトフォースゼロのメンバーの合流により形勢が逆転し、一斉攻撃で倒された。

### ウルトラマンフェスティバル2013
第一部でクール星人の配下として登場。途中でEXゼットンにパワーアップし、EXレッドキングと共にゼロを追い詰めるが、駆け付けたギンガのギンガセイバーで一度は倒される。しかし、クール星人の手によって巨大化し、さらにパワーアップする。最後はウルトラ戦士たちの合体光線で倒された。

### ウルトラマンフェスティバル2014
EXゼットンが登場。第一部ではチブル星人エクセラーの配下として1体が登場し、第二部ではガッツ星人の配下として数体が登場。

### ウルトラマンフェスティバル2016
第一部ではマガゼットンが登場。さらに、MCのお姉さんに化けたゼットン星人によって集められた観客の声援のエネルギーを利用し、バルタン星人がゼットンの能力を取り込んだことで、ボスキャラクターのゼットンバルタン星人に変貌する。
第二部では通常、EXゼットン、クローンゼットン・ホワイト、クローンゼットン・ハーフ、マガゼットンが、宇宙恐魔人ゼットに率いられて登場。さらに、通常のゼットンがバルタン星人の大群と合体することで、ゼットンバルタン星人に変貌する。
宇宙恐魔人 ゼット
バット星人が作り出した生物兵器。今までに登場したゼットンとは異なり、「心」が組み込まれている。能力テスト用に呼び出されたスーパーグランドキングを倒してバット星人をも殺害した後、自らの意思でウルトラ戦士を滅ぼすために活動を開始する。
『ウルトラギャラクシーファイト 大いなる陰謀』に登場するゼット
YouTube配信作品『ウルトラギャラクシーファイト 大いなる陰謀』に登場。
- 声：杉田智和

レイバトスによって蘇らされたバット星人により、フューチャーアース付近の小惑星のラボにて対ウルトラマン用の生物兵器として製造された人工生命体。心を持ち、自らの意思で行動して言葉を話し、無尽蔵に人工ゼットン軍団を生み出して率いる。惑星マイジーにて修行中のトライスクワッド（ウルトラマンタイガ、ウルトラマンタイタス、ウルトラマンフーマ）を襲撃して窮地に追い込むも撃退された後、惑星エビルにてさらに複製された10数体を率いてウルトラマン80とユリアンの搭乗する王族専用宇宙船を墜落させ、アブソリュートタルタロスのもとへユリアンを連れ去ろうと襲撃する。その救援に駆けつけたウルトラマンメビウス、タイガ、ウルトラマンゼットを窮地に追い込むが、ウルトラマンゼロらウルトラリーグの登場で形勢は逆転し、タイガ トライストリウムとゼット オリジナルの連携攻撃に押され、さらに自分で10数体を複製するが、最後はゼットのゼスティウム光線とタイガトライストリウムレインボーのレインボーストリウムバーストで10数体ごと撃破される。
人工ゼットン軍団
恐魔人ゼットによって無尽蔵に複製されたゼットンたち。クローンであるため、何度でも生み出すことが可能。初登場時は初代・二代目・ハイパー（イマーゴ）2体・EXにそれぞれ準じる容姿や能力を持つ個体に、後述のファルクスを加えた計6体で構成される。タイガたちを窮地に追い込むが、駆けつけたウルトラマンリブットとアンドロメロスの活躍で形勢を逆転され、一同に撃破される。その後、10数体が80とユリアンを襲撃するが、ウルトラリーグも加わった一同に撃破される。
宇宙恐竜 ゼットン・ファルクス
複製人工ゼットン軍団の1体。容姿はゼットンバルタン星人に酷似しているが、両手はハイパーゼットンデスサイスのものになっている。
- 「ファルクス」はラテン語で「鎌」を意味する。

## 漫画作品に登場するゼットン

### 決戦ウルトラ兄弟対11大怪獣
内山まもるの漫画『決戦ウルトラ兄弟対11大怪獣』（小学二年生1971年9月増刊号掲載）に登場。
チブル星人傘下の怪獣として登場し、ピグモンの協力で円盤を脱出したウルトラマンジャックをレッドキングやモグネズンと共に強襲するが、雑誌掲載当時の「ウルトラ兄弟は実の兄弟」という設定に基づき、「ふふ、あのウルトラマンの弟か。少しは強そうだな」とかつての同族のことを彷彿とさせる言葉を吐いている。
忍者の如く俊敏な動きでビル街を跳ね廻り1兆度の火球を浴びせてジャックを焼き殺そうとするも、ウルトラスピンでサッカーボールのように蹴り返され、自分自身の火球が自分に引火して吹っ飛んでしまった。
だがジャックのカラータイマーは点滅し、まだ怪獣は4体も残っておりもはやこれまでかと思われたときにゾフィー、ウルトラマン、ウルトラセブンが助けに現れ、それを見届けたジャックは「兄さんたちだ。良かった」とつぶやきタイムアウトで姿を消している。

### ウルトラマンA（小学二年生版）
内山まもるの漫画『ウルトラマンA』ウルトラ5兄弟たいヤプール人（小学二年生1972年9月増刊号掲載）に登場。
ヤプール人の率いる怪獣軍団の一員としてキングジョー、ベムスター、ブラックキングとともに登場。

### ウルトラマンタロウ（小学一年生版）
石川賢の漫画の漫画『ウルトラマンタロウ』第11話（小学一年生1974年2月号掲載）に登場。
スキー場に怪獣軍団を率いて現れ、子供を人質に取る。

### 決戦!ウルトラ兄弟
居村眞二の漫画『決戦!ウルトラ兄弟』「誇り高き戦士」に登場。
ゼットン三世
新マン（ウルトラマンジャック）に倒されたゼットン二世（ゼットン2代目）の弟である、ゼットン一族の三世。兄を倒した新マンを仇として憎んではいるが、誇り高い性格でそれ以上に卑怯を嫌う。外見はゼットン一世（初代ゼットン）とほぼ同じ。1兆度の火の玉やバリヤーといった往来のゼットンの能力を持つほか、格闘術に長けており、人語を話すこともできる。新マンを倒そうとするドグラ星人に雇われて地球に向かうが、戦いが終われば自分を倒そうとしていた星人の企みを見抜いており、星人を倒して改めて新マンに勝負を挑む。互角以上の戦いを繰り広げた末、新マンがウルトラセブンの助言で生み出したウルトラ山あらしに敗れ、負けを認めて自ら火口へ身を投げて散った。
本作品の新マンはテレビ版同様にMATの郷隊員として地球にいるが、映像作品では2代目と戦った後にMATへ戻らず地球を去っている。

### ウルトラ怪獣大戦争
居村眞二の漫画『ウルトラ怪獣大戦争』に登場。
ウルトラの国の怪獣独房にアイロス星人、ガンダー、パンドンと共に収容されていたが、セブン抹殺とウルトラ族の全滅を企むダーク・ゴッドの作戦により、脱獄して他の3体と共にメカ改造強化を受け、パワーアップする。セブンを追い詰めるが、ウルトラの国の新兵器ウルトリアバイクによって他の3体共々破壊された。

### ファミコン・ウルトラマン
居村眞二の漫画『ファミコン・ウルトラマン』に登場。
ファミコン世界から地球侵略を企む怪獣帝国のボス。怪獣だけでなくバルタン星人やザラブ星人といった宇宙人をも配下に持つ実力の持ち主。人語を話すなど知能も高い。地球人のタロウ少年がコントロールするウルトラマンと戦い、一度は倒すが、コントローラーIIにより復活したウルトラマンのスペシウム光線残像乱れ打ちと八つ裂き光輪によって倒された。

### ウルトラセブン キングゼットンのふくしゅう
居村眞二の漫画『ウルトラセブン キングゼットンのふくしゅう』に登場。
キングゼットン
上記の「ファミコン・ウルトラマン」にてウルトラマンに倒されたゼットンが、ゼットン星人によって改造されてパワーアップして復活した姿。体の大半が機械化されている。ウルトラ兄弟を次々と血祭りに上げ、ウルトラマンをも倒し、最後に残ったウルトラセブンを倒そうと襲いかかる。ゼットン星人にコントロールされてセブンを苦しめるが、地球人の子供たちタケシ、秀一、春香の助力を得たセブンの反撃で次第に追い詰められ、アイスラッガーで真っ二つにされて爆発した。

### ファミコン・ウルトラマン2 ウルトラ怪獣大決戦
居村眞二の漫画『ファミコン・ウルトラマン2 ウルトラ怪獣大決戦』に登場。
サイボーグゼットン
メフィラス星人によってまたしても復活。ウルトラマン打倒のために出撃する。今度は全身がサイボーグ化されている（最初は生身の姿の皮を被っていた）。科特隊のイデ隊員とホシノ少年のコントロールでパワーアップしたウルトラマンと戦い、スペシウム光線でミサイルごと撃たれて大ダメージを負った状態でなおも立ち上がるが、ファミコンエネルギーを最大出力にしたウルトラマンのウルトラファイヤーパンチの一撃で今度こそ息の根を止められた。

### ウルトラ怪獣かっとび!ランド
『ウルトラ怪獣かっとび!ランド』に登場。
かっとびランドの警察官として登場。ウルトラマンたちと共に犯罪者のキュラソ星人を捕まえるが脱獄される。

### ウルトラマン超闘士激伝
『ウルトラマン超闘士激伝』に登場。
かつてウルトラマンを倒し、メフィラスの誘いに乗って銀河最強武闘会に参加する。最初は敵だが、闘士となった後はウルトラマンたちに協力する立場に加わる。また、敵であったころはメフィラスに渡されたハイパーエネルギーでハイパーゼットンへとパワーアップする。後にダークベンゼンが率いる別個体の「ゼットンII」が登場する。

### ウルトラ忍法帖
『ウルトラ忍法帖』に登場。
マンを倒すために悪の組織「朧党」に雇われた殺し屋の忍獣「Z屯」として登場。

### ウルトラマンSTORY 0
『ウルトラマンSTORY 0』（講談社の「マガジンZ」連載）第二話「奇跡のM87光線」に登場。初代と比べて腕が細くなっていたり、口吻が見えているなど、昆虫に似た容姿となっている。
ある辺境の星のクワガタムシのような昆虫が、光の国で起こった事故のプラズマ光に含まれるディファレーター因子を浴びたことによって進化した。現れた複数個体すべてがゾフィーによって撃退された後、普通の個体より数倍巨大な個体が現れ、ゾフィーを追い詰める。しかし、人々の願いや生きたいと叫ぶ星の声によって復活したゾフィーのM87光線を受け、倒される。本作品では、ゾフィーがM87光線を編み出したのがこの時の戦いとされている。

### ウルトラマン THE FIRST
『ウルトラマン THE FIRST』の「怪獣墓場」「科特隊宇宙へ・後編」などに登場。
バルタン星人が、地球を破壊し制圧するために怪獣墓場で多数の怪獣の死体（作中でウルトラマンに倒されたベムラー、ネロンガや、劇中では戦わなかったスカイドンやテレスドンなど）から造っていた。元宇宙飛行士ジャミラが死の間際に放った言葉「黒い恐怖」の正体である。地球にはウルトラマンやベムラーの乗っていた宇宙船と同じような、色の黒い隕石に乗って襲来する。
姿形はテレビ版と大きく異なり、頭部から胸まではオリジナルと同じだが、下半身はカマキリのような這いつくばった状態で、腕や脚は異常に長く、背中には巨大な突起が無数にある。その大きさは島ほどもあり、ウルトラマンの身長がせいぜい顔の発光体ぐらい。使用する技は、顔の発光体から放つ散弾のような怪光線と太い一条の光線。火球の使用やスペシウム光線を吸収することもない。バルタン本隊の全滅後も活動を続け、防衛軍の三個師団と米軍基地、さらに科特隊基地を叩き潰す。破格の巨体と強力な光線でウルトラマンをも圧倒し、最後は光線で彼を倒した。が、その陰から科特隊によって新型ミサイル（形状や使用法はテレビ版とは違うものの「無重力弾」。スペシウム光線の倍の威力を持つ）を打ち込まれ、顔の発光体を撃ち抜かれ爆砕した。

## ゲーム作品に登場したゼットン
『大怪獣バトル ULTRA MONSTERS』については、#『大怪獣バトル ULTRA MONSTERS』に登場するゼットンを参照。

### ウルトラマン 怪獣帝国の逆襲
1987年に発売されたファミリーコンピュータ ディスクシステムのソフト『ウルトラマン 怪獣帝国の逆襲』に登場。
最終ステージにて、画面右端全体を使った巨大怪獣として登場。プレイヤーが操作するウルトラマンの約3倍の大きさを有する。
ウルトラマンに変身する前に、無重力弾を頭に命中させておかなければ倒せない。

### ウルトラマン2 出撃科特隊!!
1987年に発売された、ファミリーコンピュータ ディスクシステムのソフト『ウルトラマン2 出撃科特隊!!』に登場。
ステージ6と最終ステージにて、ギャンゴと共に（最終ステージではさらにメフィラス星人も）登場。
ステージ中でペンシル爆弾（無重力弾）を手に入れておかなければ倒せない。

### ザ・グレイトバトル
1990年に発売されたスーパーファミコンソフト『SDザ・グレイトバトル 新たなる挑戦』に、第1話のボスキャラクターとして登場。最終話でも中ボスで登場。

### ウルトラマン（1991年版）
1991年公開のゲーム『ウルトラマン』（アーケードゲーム、メガドライブ版、スーパーファミコン版、ゲームボーイ版）に、最終ステージの敵として登場。
ハイジャンプキック・岩石落としといったウルトラマンの技を使用する上、広い射程を持つ3WAY火球、テレポーテーション（再度現れる時は必ずウルトラマンの背後に出現する）、光波バリヤーといった能力を駆使する。ライフゲージがなくなって「FINISH」の表示が出た時にウルトラマンがスペシウム光線を発射する（他ステージの敵はこれでステージクリアとなる）と、原作同様にスペシウム光線を吸収して撃ち返し、ウルトラマンを倒す。プレイヤーはアラシ隊員を操作し、ゼットンに無重力弾を命中させなければならない。難易度を高く設定するほどゼットンの動きが速くなり、命中させることが困難となる。弾がすべてなくなるとゲームオーバーになる。

### ファミコン「ウルトラマン倶楽部」
ウルトラマン倶楽部 地球奪還作戦では地下都市にザコ怪獣と「ゼットンゼット」がラストボス怪獣。
ウルトラマン倶楽部2ではボス怪獣で登場、怪獣墓場の棺桶に潜んでおり、タロウのカラータイマーを奪った。
ウルトラマン倶楽部3でもボス怪獣に登場し地球でキングから情報を得て科特隊に現れ、マンがどこかに連れ去る。体力は3000。

### 鉄球ファイト! ザ・グレイトバトル外伝
1993年発売のゲームボーイソフト『鉄球ファイト! ザ・グレイトバトル外伝』に、ステージ2「不思議な森」のボスとして登場。
足場が縦にもいくつもある木の虚の中で文字通り縦横無尽に瞬間移動しつつ、（プレイヤーに攻撃されなくとも）波状光線の時のような構えで弾を撃ってくる。

### スーパーヒーロー作戦
1999年発売のPlayStationソフト『スーパーヒーロー作戦』に登場。
科特隊基地を襲撃。原作と異なり、ウルトラマンはゼットン火球の連射を浴びて倒される。主人公は自機であるロボット「R-GUN」で立ち向かうが、ゼットンには敵わない（ウルトラマン、主人公共にイベント戦闘なので必ず敗北する）。

### ウルトラマン（PlayStation 2版）
2004年発売のPlayStation 2ソフト「ウルトラマン」のストーリーモード最終ステージの敵として登場。
火球での攻撃、テレポーテーションなどを使ってくる。キャッチリングは引きちぎり、八つ裂き光輪はバリヤーで防ぐ。スペシウム光線は吸収して撃ち返しウルトラマンを倒す。原作通りのスペシウム光線を使用するとウルトラマンは倒されるが、科特隊モードで無重力弾を命中させれば倒すことができる。また、ウルトラマンがゼットンを倒すことも可能。しかし、総じて難易度は高いステージである。ストーリーモードで倒すことができれば怪獣天下モードや怪獣大乱闘モードで使用可能になる。

### ウルトラマン Fighting Evolution2
2002年発売のPlayStation 2ソフト『ウルトラマン Fighting Evolution 2』のウルトラモード3つ目、最後のウルトラモード「大地球侵略作戦」怪獣軍団最強最後の生き残り（ラストボス）として登場。
ここでは、ウルトラマン・セブン・タロウ・ジャック・エース・レオの順にゼットン1体に挑んで行く6対1連戦であり、ゼットンの攻撃力と防御力が非常に高い。連戦のため、それまで各自が減らしたゼットンの体力は回復しない。
ウルトラ兄弟6人全員が倒されると、ゾフィーが助けに現れ、彼を操作してゼットンと闘う。この時のゼットンは攻撃力と防御力が下がっている。
ゾフィーと共に隠しキャラとなっており、上記のゼットンを倒してクリアすればバトルモードなどで使えるようになる。ここで使えるゼットンは、前述のゾフィーで挑んだ際の攻撃力と防御力の下がった状態である。

### ウルトラマン Fighting Evolution3
2004年発売のPlayStation 2ソフト『ウルトラマン Fighting Evolution 3』のウルトラモード、バトルモードなどに登場。
ウルトラモードでは『ウルトラマン』の最終回を模したものであり、ゼットンの能力は通常時より上がっている。原作同様ウルトラマンはスペシウム光線を跳ね返される（他の必殺技も一切効かない）が、一定の条件を満たすとゾフィーを操作しゼットンと戦うこととなる。なお、ウルトラマンを葬った光線は「ゼットンファイナルビーム」として、隠し技扱いとなっている（ウルトラ戦士以外のキャラクターでは唯一の隠し技である）。

### ウルトラマン Fighting Evolution0
2006年発売のPlayStation Portable専用ソフト『ウルトラマン Fighting Evolution 0』に登場。
ストーリーモードの通常ルート終盤にてババルウ星人によって地球に送り込まれる。初めはプレイヤーキャラ以外のウルトラ兄弟を地球におびき寄せる餌として使われ、ババルウ星人がヒッポリトタールでウルトラ兄弟を一網打尽にした後、プレイヤーキャラと戦う。敗戦後は「最強の力」としてババルウ星人に力を吸収される。

### PDウルトラマンバトルコレクション64
1999年に発売されたNINTENDO 64ソフト『PDウルトラマンバトルコレクション64』では、プレイヤーキャラクターとして登場。
通常のゼットンの他に「ゼットンS」「ゼットンII」というものも登場するが、基本能力はほとんど変わらない。このうち「ゼットンS」は、作品オリジナルキャラクターを除く登場キャラクターの中でも指折りの初期能力を持つ。また、グラフィックの都合上非常に頭の大きな外見となっている。

### 対決！ウルトラヒーロー
2004年発売のゲームボーイアドバンスソフト『対決！ウルトラヒーロー』にプレイЯキャラクターとして2代目が登場する。

### 怪獣バスターズ
2009年発売のニンテンドーDSソフト『怪獣バスターズ』およびその続編『怪獣バスターズPOWERED』に敵キャラクターとして登場。
怪獣墓場に生じた時空のゆがみから突如現れ、周辺を破壊しだしたことから主人公に討伐が命じられる。このほか、時空のゆがみから発せられる大量のエネルギーを吸収して進化した「変異種」と呼ばれる個体も登場し、こちらは体に無数のとげが生え、角はヘラジカの角のような特異な形状になっている。
接近戦には瞬間移動で後ろに回り込んで拳で叩き伏せる攻撃、遠距離戦ではバリアーでこちらの攻撃を無効化しつつ火球とゼットンファイナルビームを用いて攻撃する。ゼットンファイナルビームを放つ際には若干の溜めが入るが、溜め中に攻撃するとビームの威力が倍になるという特性がある。
変異種の攻撃方法もほぼ同様だが、火球の代わりにブラックホールのようにプレイヤーを引き寄せる効果を持った引力弾を使用する。

## 過去の映像を流用しての登場
いずれも映像はそれぞれの初登場作品の流用。
『ウルトラマンタロウ』
第40話で回想シーンの35大怪獣・宇宙人の1体として登場（鳴き声はステゴンに変更されている）。
『ウルトラマン怪獣大決戦』
冒頭で新マンと2代目の戦いが紹介される。
『ウルトラマンZOFFY ウルトラの戦士VS大怪獣軍団』
ウルトラマンを倒した後、描写はないがゾフィーに倒されたことになっている。
『甦れ!ウルトラマン』
冒頭でウルトラマンを倒すがイデの新兵器で倒された後、ウルトラマンが分身して戦っているころに科学隊本部を襲撃し、ウルトラマンと再び戦い苦戦させるが、イデ隊員のスタミナカプセルでカラータイマーが青に回復したウルトラマンの、マリンスペシウム光線で倒される（映像自体はいずれも無重力弾で倒されるシーンの流用）。
『ウルトラ怪獣大図鑑』
第153話「必殺技にもびくともしない怪獣たち」、第172話「科学特捜隊が倒した怪獣たち」で紹介された。
『ウルトラマンボーイのウルころ』
「先輩のリベンジだ！の巻」で2代目の戦いが紹介された。
『大決戦!超ウルトラ8兄弟』
ハヤタの回想シーンで登場。

## その他

### ウルトラシリーズ
- 『ウルトラマンタロウ』放送中の児童誌（『小学三年生』1973年12月号）によると、「怪獣軍団」（児童誌上の設定で存在した侵略宇宙人の集団）はタロウと戦う再生・改造怪獣の1体として最初にゼットンを候補に挙げたが、「新マンに負けているから」という理由で外したという[要ページ番号]。
- 映画『新世紀2003ウルトラマン伝説 THE KING'S JUBILEE』では、ウルトラマンキングの誕生日を怪獣たちと共に祝福する。
- 2006年に世田谷文学館が初代ウルトラマンの生誕40周年を記念して実施した「忘れられない怪獣・宇宙人アンケート」では、1位に選ばれた[136]。
- プロバスケットボールbjリーグと円谷プロダクションのコラボ企画として開催された、ウルトラ怪獣を各チームのマスコットキャラクターとしてチームに加える「ウルトラ怪獣ドラフト2010」では、ノミネート怪獣として候補に挙がり、仙台89ERSからドラフト指名された[137]。
- 『ウルトラマンゼロ&オールスターウルトラマン超絶!ウルトラリーグ』（『てれびくん』2011年6月号掲載分）では怪獣軍団の1体としてウルティメイトフォースゼロを襲うが、助けに現れたウルトラマンネクサス（ジュネッスブルー）のオーバーアローレイシュトロームに敗れる。
- 『ウルトラマンギンガ』第1話では、ダークスパークウォーズのイメージシーンでウルトラマンと戦いを繰り広げるが、ダークスパークの力によって他の怪獣やウルトラ戦士もろともスパークドールズに変えられるシーンがある。
- 『ウルトラマンR/B』第17話では、アサヒの友人えりながハロウィンの仮装としてゼットンのコスチュームを着用[138]。衣裳はキッズ向けイベント用のもの[139]。
- データカードダス『大怪獣ラッシュ ウルトラフロンティア』では、プラズマソウルを取りこんだプラズマ怪獣として2弾から登場し、ボス怪獣を務める。
- マイポケットとウルトラマンのコラボレーション企画『地球のデータを救え! ウルトラマイポケット』第2話「愕然!バックアップしてなかった!編」（2013年12月4日公開）では、ある女性の家に現れてノートパソコンを破壊するが、バリアーを出す直前にウルトラマンの八つ裂き光輪で倒される[140]。
- 2022年に開催されたステージイベント『ウルトラヒーローズEXPO2022 サマーフェスティバル』では、上記のスフィアを取り込んだハイパーゼットンとは逆にスフィアに取り込まれたスフィア合成獣であるスフィアゼットンが同じくスフィア合成獣であるスフィアエレキングと共に登場し、ウルトラマンデッカーと交戦する[141]。
- 『ウルトラ怪獣擬人化計画』で擬人化された。
  - 『電撃G's magazine』2014年3月号（第4回）に、怪獣の黒色と発光体を意識したオーバーニーソックスに、怪獣の角に人間との2組の眼を持つゼットンさん（イラスト：大熊猫介）が掲載され、同年3月25日には彼女をプリントしたTシャツが発売された。また、同年同月号の『電撃ホビーマガジン』にはゼットン星人も掲載された。
  - 『ウルトラ怪獣擬人化計画feat.POP』『ウルトラ怪獣擬人化計画feat.POP Comic code』に登場。
  - 漫画『ウルトラ怪獣擬人化計画 ギャラクシー☆デイズ』[142]では、ゴモラやベムスターのクラスメイトで、ゼットン星人の妹。ジト目が特徴。無口かつ感情表現が貧しく、ゼットン星人による溺愛に対しては冷たい（ただし、ゼットン星人は照れていると勘違いしている）が、根は優しい性格で、面倒見もいいしっかり者。ぶっ飛んだキャラクターが多い本作品の中では常識的な人物だが、自分の好きなことがあると盲目的になることがあり、ガマちゃんグッズを集めたり、温泉旅行の際に姉を無理矢理卓球に突き合わせた。誰に対しても丁寧口調でしゃべる。家ではゼットン星人と2人暮らしで、家事を基本的に担っている。原典のゼットン同様バリヤーやテレポーテーションが可能だが、普段から使わないために本人は使い方を忘れている。1兆度の火球も出すことも可能で、「試し打ち」による連続発射で前方一帯を焦土と化すほどの威力である。
  - アニメ『怪獣娘（かいじゅうがーるず） 〜ウルトラ怪獣擬人化計画〜』では、ゼットンの魂を受け継いだ怪獣娘として登場する。声優は加藤英美里。
- 漫画『酩酊!怪獣酒場』では、怪獣酒場江幸田支店の厨房スタッフとして登場。女好きであるが、シャイで女性を直視できない元不良であり、母も登場している。
- テレビアニメ『SSSS.GRIDMAN』第2話では、新条アカネの部屋の棚にパワードゼットンのフィギュアが、第3話では初代ゼットンのフィギュアがそれぞれ飾られている[143][144]。後者はグリッドマンが敗北するという展開から、ウルトラマンを倒した怪獣でまとめられている[143][144]。
- ゼットンを基にしたキャラクター
  - 『ウルトラQ』と『ウルトラマン』の間の出来事を描いた円谷プロ公認のPCゲーム『ウルトラ作戦 科特隊出動せよ!』最終話「首都警戒命令」に登場する宇宙鳥獣エックスは、名前がアルファベット、登場するのが最終話など、ゼットンをモチーフに制作された[145]。
  - 映画『ウルトラマンゼアス2 超人大戦・光と影』では直接は登場しないが、ウルトラマンシャドーを迎え撃つ際に初代ウルトラマンのカラータイマーを波状光線で破壊したことが語られる。これを元にした6000万アンペアの電流と2500万ガウスの電磁を交錯させることで再現した「ゼットン光線砲」が製作され、シャドーのタイマーを破壊すべくMydoの戦闘母艦スカイシャークに装備される。

### CM
- 1995年の出光石油のCMでは、ベンゼン星人が率いる怪獣軍団の1体として、神秘のエネルギーを護るウルトラマンゼアスを襲撃する。
- ウルトラマングッズの専門店「ウルトラマンワールドM78（ウルトラマンスタジアムの前身）」のCMでは、バルタン星人やピグモンと共に店を訪れている。
- 「ぱちんこウルトラマン」のCMでは、バルタン星人をはじめとする宇宙人たちに操られ、町を破壊している。
- 2009年のHONDA「ステップワゴン スパーダ」のCMでは、スパーダを恐れて他の怪獣と共に道を空ける役で出演している。

### 外部出演
- テレビドラマ『青が散る』（TBS、1983年）では、「ウルトラマン80対ゼットンの特撮カットの撮影」といった劇中劇シーンがある。
- バラエティ番組『めちゃ×2イケてるッ!』（フジテレビ、2009年12月5日放送分）では、『大怪獣バトル ウルトラ銀河伝説 THE MOVIE』への出演オーディションに他の怪獣たちと共に参加した。加藤浩次からは初代ウルトラマンを倒した功績から「ゼットン師匠」と呼ばれ、尊敬されているが「アラシ隊員のペンシル爆弾で倒された」ことまで触れられており、先述の功績がナレーションと共に流用映像で紹介されている。プレッシャー星人に対しては特に快く思っていない様子を見せており、ゴール直前の球乗りの球に足をかけて邪魔するなど、怪獣の中で最も嫌がらせを行った。その後、キングジョーブラックとの球乗り対決では仕返しされて背中を強打したうえ、キングジョーブラックの方も玉から落ちたために引き分けとなり、プレッシャー星人と不正行為をしたかしないかで揉めることになった。この様子に怒ったムサシ役の杉浦太陽に「静かにしないと光線を打つ」と注意されたことで不合格になると危惧したため、ウルトラ戦士が審査に来てからのアピールタイムではウルトラの父の肩を揉んでごまをする行動をとり、ナレーターや出演者も「あのゼットンが」と驚いた。それでも最後に全員で「ウルトラー」（「スリラー」の動きをアレンジ）を踊り、プレッシャー星人ともすっかり打ち解けた。
- テレビドラマ『予備校ブギ』最終回では、ヒーローショーを終えたゼットンが上条茂樹（緒形直人）に襲いかかる。ゼットンの中身は橘薫（織田裕二）である。その後、薫はゼットンの姿で茂樹たちの入試会場へ激励に現れる。
- テレビアニメ『はいたい七葉』第20話では、「ウルトラ怪獣擬人化計画feat.POP」で擬人化されたものが登場する。声の出演は喜多丘千陽。
- バラエティ番組『ラヴィット!』（TBS、2023年7月10日放送分）では、「ウルトラマンの日」当日を記念しての特集中、ウルトラマンのファンで知られる那須雄登（美 少年）のもとへ襲来し、彼のSOSに応えて出現した初代ウルトラマンを肉弾戦で劣勢に追い込むが、那須らスタジオ出演者たちの声援に再起した初代ウルトラマンにスペシウム光線で倒される[146][注釈 12]。

## ゼットンに関連する力を持つ戦士・怪獣
- ウルトラマンX - ゼットンアーマーというサイバーゼットンの能力を持つモンスアーマーを使用。また、他のモンスアーマーと能力を統合したハイブリッドアーマーも登場。
- ベリュドラ - ゼットンを含む多数の怪獣で構成されている。
- ゼッパンドン - ゼットンとパンドンを融合させた怪獣。
- ペダニウムゼットン - キングジョーと能力をあわせたベリアル融合獣。

## その他の補足
- プロレスラーの大仁田厚と前田日明は、少年時代に「テレビで初代ウルトラマンがゼットンに敗れたのを見てショックを受け、ウルトラマンの仇を討つために打倒ゼットンを志した」と語っている。
  - 前田は、2014年1月29日に開催された『ウルトラマン Blu-ray BOX III』発売記念イベントにゼットンやゾフィーと共に登壇した際のほか、それ以前の2005年 - 2006年に開催された格闘イベント「HERO'S」発表会の控室にて黒部進のもとを挨拶に訪れた際にも上記の旨を明かしており、特に後者では黒部に「なぁ、だから言ったろ。こういうのがいるんだよ。あの時の日本の子どもたちに夢を与えていたんだよ！」と言ってもらえたという[148]。
- アニメ『機動警察パトレイバー』後期OVAシリーズ第15話「星から来た女」には、ゼットンをモチーフとした怪獣「グリフォン」が登場し、地球防衛組織CLATやイングラマンと交戦する。同話には円谷プロが協力しており、効果音も原典のものが使用されている。また、ストーリーも「さらばウルトラマン」と『ウルトラセブン』の「史上最大の侵略」のパロディとなっている。
- テレビアニメ『ケロロ軍曹』第152話 - 第154話には、ゼットンをモチーフとした超宇宙巨大侵略獣「ゼゼゼットトトソ」が登場している。
- アニメ『戦姫絶唱シンフォギアG』の第13話には、ゼットンをモチーフとしたネフィリム・ノヴァが登場する。
- ゲーム「ワイルドアームズシリーズ」に登場する隠しボス「ラギュ・オ・ラギュラ」は、ゼットンをモチーフにしている。『WA1』から『WA:F』では「1000000000000℃」を攻撃し、『WA5』では「-1000000000000℃」も攻撃してくる。
- 漫画『クローズ』『WORST』の両作品に登場する人物「花澤三郎」のあだ名は、「ウルトラマン」というあだ名の教師を倒したことから「ゼットン」となっている。
- 漫画『ZETMAN』には、ゼットンをモチーフに悪魔的なアレンジを加えたG3が登場する。
- 2008年開催のイベント『大恐竜博』には、『ウルトラマンネオス』に登場するロックイーターと並んで展示された[149]。
- 『ウルトラマンオーブ』のメイン監督を務めた田口清隆は、カプコンのゲームディレクターを務める藤岡要と2018年に行なった対談にて、最近のウルトラシリーズに使いすぎてファンから怒られた怪獣としてゼットンの名を挙げている[150]。